# Stenopterygia monostigma
Stenopterygia monostigma är en fjärilsart som beskrevs av Saalmüller 1891. Stenopterygia monostigma ingår i släktet Stenopterygia och familjen nattflyn. Inga underarter finns listade i Catalogue of Life.